# Khalor
Khalor là một thị trấn thống kê (census town) của quận Haora thuộc bang Tây Bengal, Ấn Độ.

## Nhân khẩu
Theo điều tra dân số năm 2001 của Ấn Độ, Khalor có dân số 8669 người. Phái nam chiếm 51% tổng số dân và phái nữ chiếm 49%. Khalor có tỷ lệ 83% biết đọc biết viết, cao hơn tỷ lệ trung bình toàn quốc là 59,5%: tỷ lệ cho phái nam là 87%, và tỷ lệ cho phái nữ là 79%. Tại Khalor, 8% dân số nhỏ hơn 6 tuổi.